# 情報デスクToday
『情報デスクToday』（じょうほうデスクトゥディ）は、TBSほかで1983年10月3日から1989年9月28日まで放送された報道・情報番組。
放送時間は変動はあるが、月曜から木曜の深夜、その日の最終ニュース、スポーツニュースの後に放送されていた関係で、当初は23時35分開始、だんだん遅くなり最後は23時50分の開始で45分間放送されていた。ただし番販扱い（JNN協定対象外）だったため、JNN加盟局でも放送しない局が少なくなかった。

## 概要
報道局の制作ではなく、情報番組・ワイドショー番組を制作していた社会情報局が担当。ゆえに肩の凝らない工夫が随所にみられたが、内容は報道番組と遜色ない内容であった。
番組終盤には翌日の朝刊早版（朝日新聞と毎日新聞）を読むコーナーもあったが、画面に映る紙面は特ダネなど公開できない場合はそこだけ空白のまま紹介された。なお最終回ではこの時間の後半を使って、通常通りのBGM（ペンギン・カフェ・オーケストラ「Paul's Dance」）を流しながら秋元の退任挨拶が行われた（その後の市況のコーナーを時間の制約上使えないためと思われる）。
新聞読みの後CMを挟んで、市況と天気を伝えて終わっていた。
エンドテロップでは水曜日までは「情報デスクToday 終 では、また今夜」と表示され、「今夜」の上には点がふってあった（これは放送の終了時間が、日付をまたぐ時間であるためだった）。なお木曜は「今夜」の部分が「来週」に変わっていた（点はなし）。
なお、番組内容は『筑紫哲也 NEWS23』第2部に引き継がれた（当初は2部のみテロップが手書きという点まで引き継いでいた）が、様々なニュースをタイプライターを打つようにフラッシュで伝える「フラッシングToday」のコーナーのみ第一部の「ニュースラウンドアップ」に引き継がれ、コーナー名を変えつつ長きにわたりテイストを受け継いだコーナーが放送されていた。2008年春改編以降の「TODAY」コーナーは、それらとは趣を異としているためあえて継続しているというイメージでの表現は避けた。なお、1987年秋の改編までは、番組冒頭にも「フラッシングToday」と似たようなコーナーが存在した。
この名残により、『NEWS23シリーズ』では、23時台の全国ニュース・スポーツニュースの枠をJNN協定に基づいた全加盟局ネット義務番組としているのに対し、24時台をまたぐ第2部については、排他協定外の任意ネット枠として放送されている

## 雑記
- 読売新聞の秋元がTBSのコメンテーターとしてレギュラーだったのは、当時のTBSと読売新聞との関係によると思われる。詳細はTBSホールディングスを参照のこと。
- 秋元は放映当時、週刊TVガイドに「秋元秀雄の今週も怒ったゾ!」という連載時評コラムを持っていた。毎回コラムの最後には「情報テスクTodayキャスター」と肩書が紹介されていたことから、本番組を担当しているが故にコラムを持っていたと考えられる。
- 当番組をネットしていなかった中部日本放送（CBC、現・CBCテレビ）では全く同じ時間に一時期『CBC情報デスク』という番組を放送していたが、中部読売新聞が一度誤って当該番組ではなく「情報デスクToday」の内容を番組表に載せてしまったことがある。見出しが同じ「情報デスク」であったためと思われる。
- 番組終了後、秋元が死去したことが讀賣新聞と関係の深い日本テレビ『ズームイン!!SUPER』（秋元は本番組開始以前に前身番組の『ズームイン!!朝!』でコメンテーターを務めていたことがある）で報じられた際、当番組の白黒写真が放送された。写真とはいえ、JNN協定外の局で当番組の映像が流れるのは珍しい。
- 番組エンディングでは、市況情報とあわせて放送当日の『きょうの全国の天気』を紹介していたが、TBS系では通常、全国の予報画面では表示しない静岡の予報もこの番組に限っては紹介していた。

## 司会者
- 鈴木順 → 小島一慶（いずれも当時TBSアナウンサー）
- 檀ふみ（アシスタント）
- 阿川佐和子（アシスタント。「筑紫哲也NEWS23」第二部で続投）
- 秋元秀雄（コメンテーターで「ミスターToday」と称されていた。彼のコメントが番組の中心。毎回蝶ネクタイで出演していた）

## ネット局
- 東京放送（TBS、現：TBSテレビ）
- 静岡放送（SBS）
- 山陽放送（RSK、現：RSK山陽放送）
- テレビユー福島（TUF）- 1983年11月28日のサービス放送期間中より（正式には開局後の1983年12月5日から）
- 新潟放送（BSN)
- 山陰放送（BSS） ※1987年2月に突然ネットを開始した。また89年4月改編頃までは本編終了後すぐ自局出しのエンドカード(上記点ふりなし)を5秒間出し、すぐクロージングに入っていた(同改編以降はTBSのエンドカードを同時ネット)。
- 中国放送（RCC）
- ほかJNN数局（頻繁に変更）